# Průmyslová zóna Cva'im
Průmyslová zóna Cva'im (hebrejsky אזור תעשייה צבאים‎, ezor ta'asija Cva'im, též פארק תעשייה צבאים‎ nebo פארק תעשיות צבאים‎, park ta'asija Cva'im či park ta'asijot Cva'im, doslova průmyslový park Cva'im) je průmyslová zóna v severním Izraeli, na pomezí Dolní Galileje, Jordánského údolí a Charodského údolí.
Má plochu 1108 dunamů (110,8 ha) a je provozována oblastní radou Emek ha-ma'ajanot a městem Bejt Še'an. Rozkládá se na východním okraji náhorní planiny Ramat Cva'im, přibližně 5 km severně od Bejt Še'anu a 3 km severoseverovýchodně od vesnice Sde Nachum. Jižně odtud začíná tok vádí Nachal Chamadija. Zóna byla zřízena počátkem 21. století, v letech 2000-2001 jako nová oblast pro podnikatelské a průmyslové aktivity v tomto regionu. Dle stavu z doby okolo roku 2010 zde ale stála zatím jen jediná továrna, a to podnik patřící nedalekému kibucu Bejt ha-Šita, nazvaný BHC Group, situovaný na severní okraj zóny. Na ostatních pozemích odtud k jihu sice ještě žádné podniky nefungovaly, ale byly zde již provedeny inženýrské sítě a komunikační síť.